# Șelac

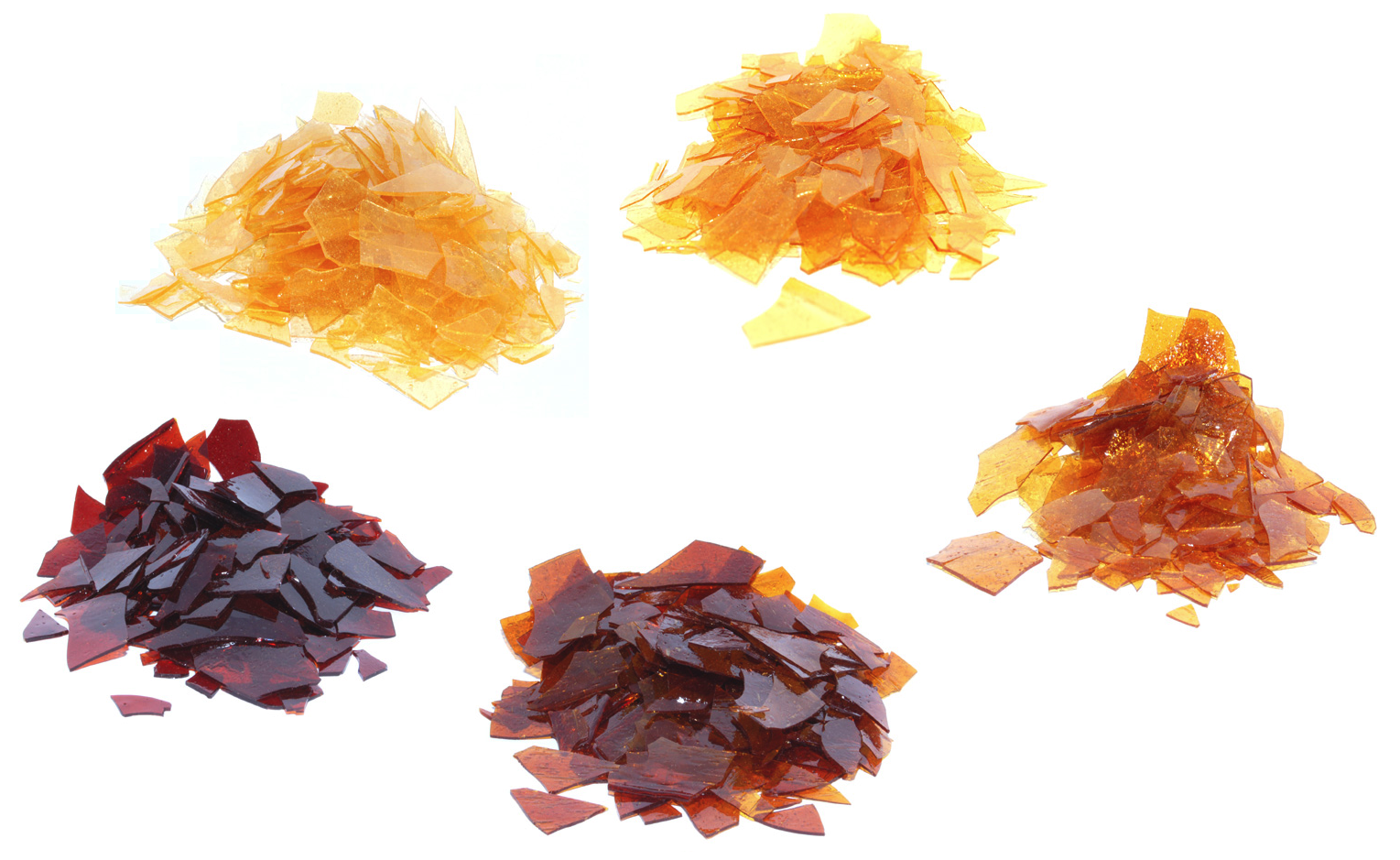
Varietăți de șelac

Șelacul este o rășină naturală animală (produsă de specia Kerria lacca) sau produsă sintetic, fiind utilizată la prepararea unor lacuri sau materiale de acoperire.

## Utilizare
Șelacul este utilizat ca agent de acoperire pentru comprimate (este un excipient) sau pentru dulciuri (jeleuri, bomboane, etc). Este rezistent la acțiunea sucul gastric acid, fiind astfel utilizat la acoperirea comprimatelor cu cedare la nivel intestinal. Mai este utilizat pentru a substitui ceara naturală de la suprafața merelor, care se elimină în timpul procesului de curățare. Ca aditiv alimentar, are numărul E E904, fiind un agent de glazurare.